# Гробелно (Шентјур)
Гробелно (словен. Grobelno) је насељено место у општини Шентјур, Савињска регија, Словенија. Део је насеља Гробелно које је административним границама подељено на два насеља: Гробелно (Шентјур) и Гробелно (Шмарје при Јелшах).

## Историја
До територијалне реорганизације у Словенији било је у саставу старе општине Шентјур при Цељу.

## Становништво
У попису становништва из 2011. године, Гробелно је имало 230 становника.
| Број становника према пописима | Број становника према пописима | Број становника према пописима |
| ------------------------------ | ------------------------------ | ------------------------------ |
| 1991                           | 2002                           | 2011                           |
| 213                            | 218                            | 230                            |

Напомена: Године 2017. извршена је мања размена територија између насеља Гробелно и Гробелно (Шмарје при Јелшах).

## Галерија
- улица
- куће
- детаљ
- детаљ